# Reo Hatate
Reo Hatate (jap. 旗手 怜央, Hatate Reo; * 21. November 1997 in Suzuka, Präfektur Mie) ist ein japanischer Fußballspieler.

## Karriere

### Verein
Reo Hatate erlernte das Fußballspielen in der Schulmannschaft der Shizuoka Gakuen High School sowie in der Universitätsmannschaft der Juntendo-Universität. Von der Universität wurde von August 2018 bis Januar 2019 und von April 2019 bis Januar 2020 an Kawasaki Frontale ausgeliehen. Anfang 2020 wurde er von Frontale fest verpflichtet. Der Verein aus Kawasaki, einer Stadt auf der japanischen Hauptinsel Honshū im Nordosten der Präfektur Kanagawa, spielte in der höchsten Liga des Landes, der J1 League. 2018, 2020 und 2021 feierte er mit Frontale die japanische Fußballmeisterschaft. 2019 gewann er mit dem Klub den J. League Cup. Den Emperor’s Cup gewann er 2020.
Im Januar 2022 wechselte Hatate nach Schottland zu Celtic Glasgow. Im September 2023 verlängerte er seinen Vertrag in Glasgow um fünf Jahre bis 2028.

### Nationalmannschaft
2018 spielte Reo Hatate dreimal in der japanischen U21-Nationalmannschaft. Zwölfmal trug er das Trikot der  U23-Mannschaft.

## Erfolge
Kawasaki Frontale
- J1 League: 2018, 2020, 2021
- J. League Cup: 2019
- Emperor’s Cup: 2020
- Supercup: 2019,  2021

Celtic Glasgow
- Schottischer Meister: 2022, 2023, 2024, 2025
- Schottischer Pokalsieger: 2023, 2024
- Schottischer Ligapokal: 2023, 2025